# Annette Ernst
Pour les articles homonymes, voir Ernst.
Annette Ernst (née en 1966 à Bad Homburg vor der Höhe) est une réalisatrice allemande.

## Biographie
Après avoir étudié la germanistique, les langues romanes et le théâtre, le cinéma et la télévision à Francfort et Paris de 1986 à 1992, elle travaille d'abord comme journaliste et présentatrice de télévision. De 1996 à 1997, elle est boursière de l'atelier de scénario à la Hochschule für Fernsehen und Film München.
Pour son premier long métrage Kiss and Run en 2005, elle remporte le prix Adolf-Grimme.

## Filmographie

### Cinéma
- 1996 : Wer hat Angst vorm Weihnachtsmann? (de) (court métrage)
- 2000 : Die Aufschneider (court métrage)

### Télévision
- 2001 : Heirate mir! (de)
- 2002 : Kiss and Run
- 2003 : L'École de l'amour (TV)
- 2005 : Mariage - Mode d'emploi (de)
- 2006 : Geile Zeiten (de) (TV)
- 2007 : Dans la peau d'une autre (TV)
- 2009 : Prête à tout pour mes enfants (de) (TV)
- 2012 : Der Mann, der alles kann (de)
- 2012 : Es kommt noch dicker (de) (série télévisée, 3 épisodes)
- 2014 : Josephine Klick – Allein unter Cops (de) (série télévisée, 3 épisodes)
- 2018 : Deutsch-les-Landes : Oktoberfest (série télévisée, 1 épisode)
- 2020 : Daheim in den Bergen – Väter (de) (TV)
- 2020 : Daheim in den Bergen – Auf neuen Wegen (de) (TV)

## Crédit d'auteurs
- (de) Cet article est partiellement ou en totalité issu de l’article de Wikipédia en allemand intitulé « Annette Ernst » (voir la liste des auteurs).